# Xtepén
Xtepén es una pequeña localidad del municipio de Umán en el estado de Yucatán, México. La población está ubicada a una distancia de 20 kilómetros al suroeste de Mérida, la capital del estado y a 6 km al sur de la ciudad de Umán.
El poblado actual se encuentra en torno a una vieja hacienda henequenera del siglo XVII de la cual era parte integrante y que lleva el mismo nombre de Xtepén.
El casco histórico  de la hacienda ha sido totalmente restaurado y rehabilitado con fondos privados por su propietario el empresario Raúl Casares G. Cantón. Se trata de una muestra singular de restauración inmobiliaria integral.
Durante las obras de construcción de carreteras aledañas se han encontrado importantes vestigios arqueológicos de la cultura maya que han sido trasladados para su cuidado y exhibición.

## Toponimia
Xtepén es un toponímico que en idioma maya tiene su origen en la palabra ek'pepem que quiere decir mariposa (negra).

## Las haciendas en Yucatán
Las haciendas en Yucatán fueron organizaciones agrarias que surgieron a finales del siglo XVII y en el curso del siglo XVIII a diferencia de lo que ocurrió en el resto de México y en casi toda la América hispana, en que estas fincas se establecieron casi inmediatamente después de la conquista y durante el siglo XVII. En Yucatán, por razones geográficas, ecológicas y económicas, particularmente la calidad del suelo y la falta de agua para regar, tuvieron una aparición tardía.
Una de las regiones de Yucatán en donde se establecieron primero haciendas maiceras y después henequeneras, fue la colindante y cercana con Mérida. A lo largo de los caminos principales como en el "camino real" entre Campeche y Mérida, también se ubicaron estas unidades productivas. Fue el caso de los latifundios de Yaxcopoil, Xtepén, Uayalceh, Temozón, Itzincab y San Antonio Sodzil.
Ya en el siglo XIX, durante y después la llamada Guerra de Castas, se establecieron las haciendas henequeneras en una escala más amplia en todo Yucatán, particularmente en la región centro norte, cuyas tierras tienen vocación para el cultivo del henequén.
En el caso de Xtepen, al igual que la mayoría de las otras haciendas, dejaron de serlo, con peones para el cultivo de henequén, para convertirse en un ejido, es decir, en una unidad colectiva autónoma, con derecho comunitario de propiedad de la tierra, a partir del año 1937, después de los decretos que establecieron la reforma agraria en Yucatán, promulgados por el presidente Lázaro Cárdenas del Río. El casco de la hacienda permaneció como propiedad privada, mismo que ahora ha sido totalmente restaurado, constituyendo en la actualidad un singular sitio, ejemplo de la arquitectura colonial yucateca.

## Datos historícos
Sobre la fundación de Xtepén no hay datos exactos, aunque se sabe que la región en la que está enclavada la población formó parte de la jurisdicción de Ah Canul antes de la conquista de Yucatán.

## Artesanía
En el pueblo se desarrolla una actividad artesanal relativa al tallado escultórico de piedra que ha ganado fama internacional.

## Galería

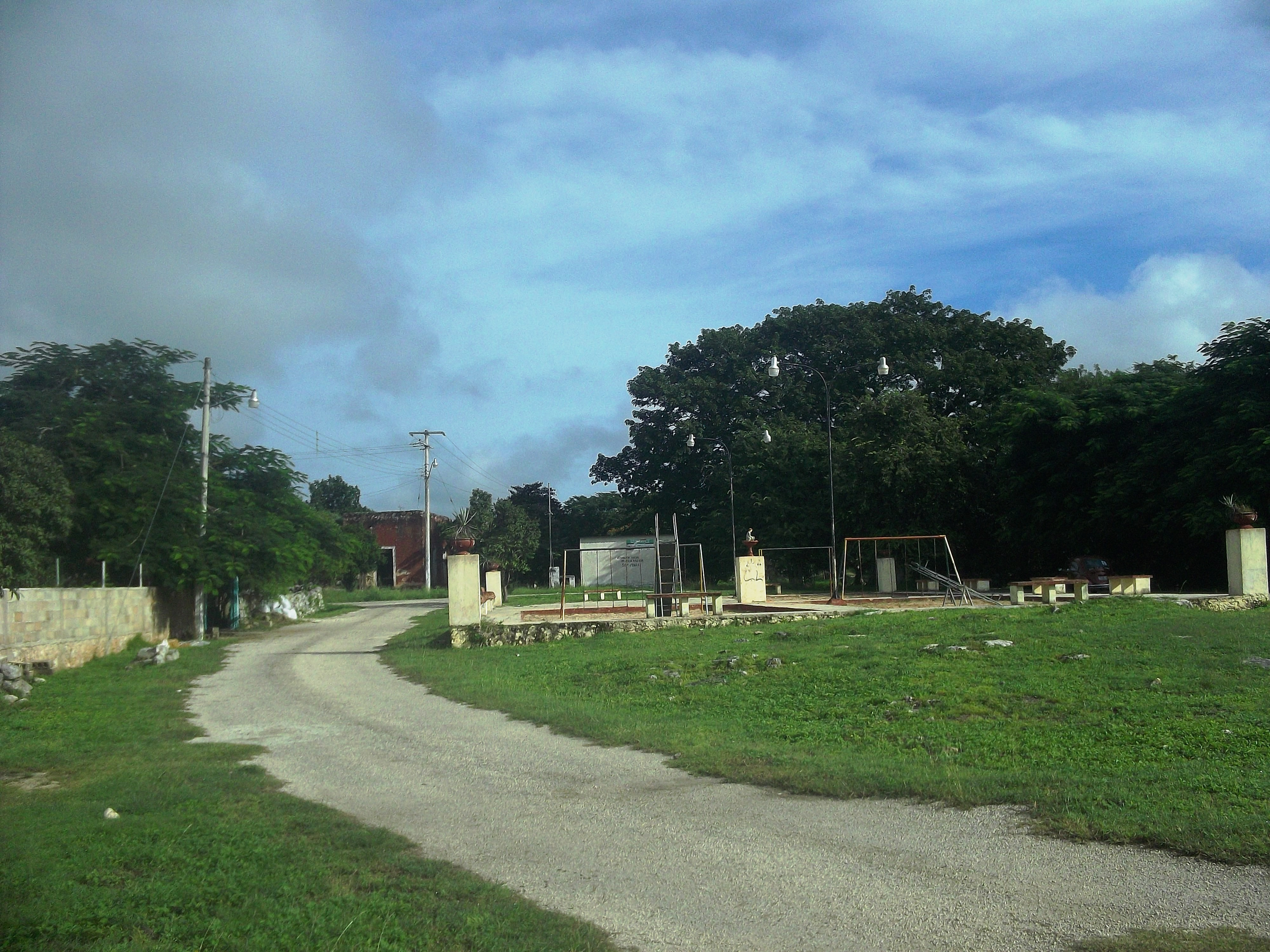
Parque principal.
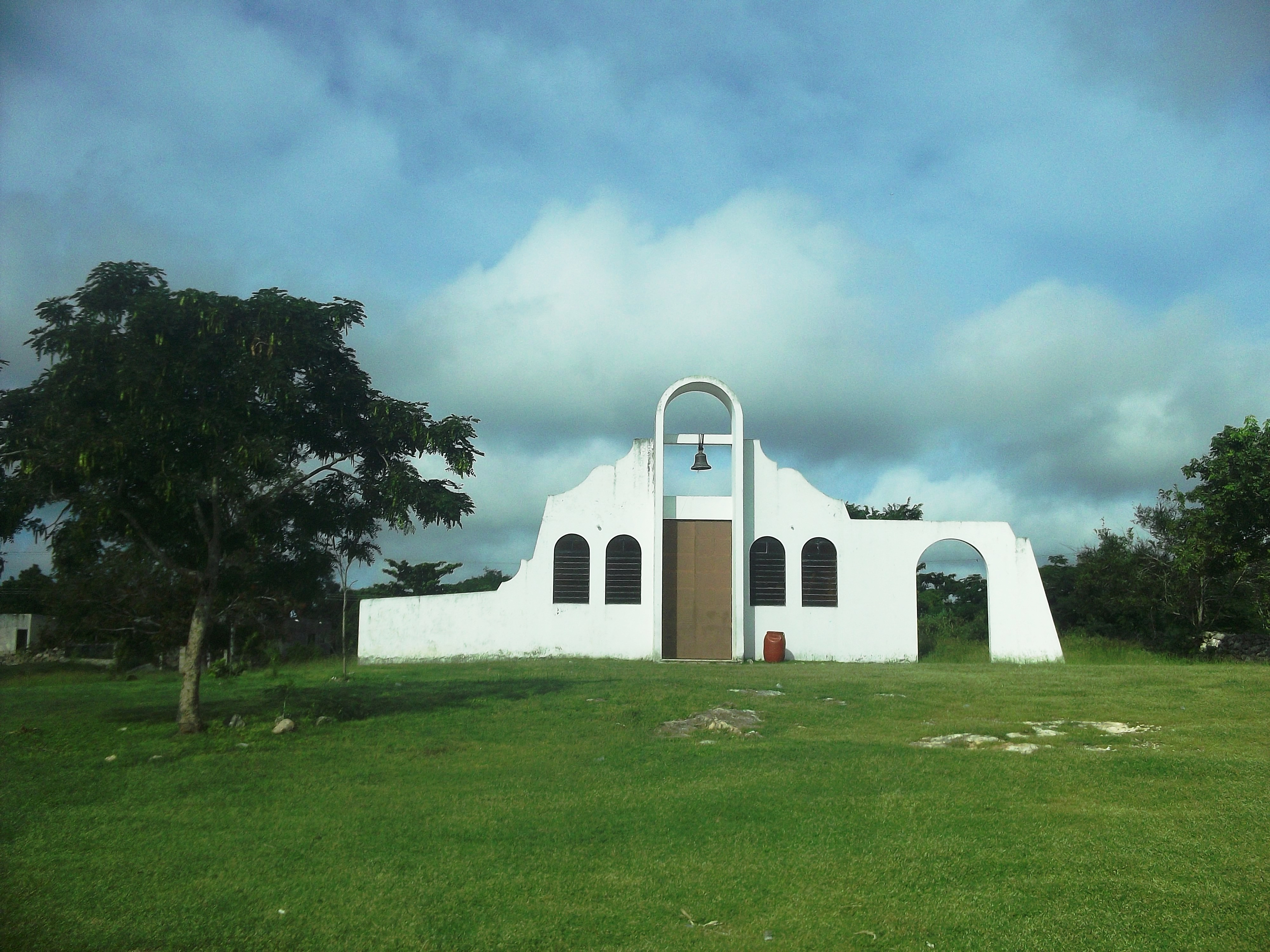
Iglesia.
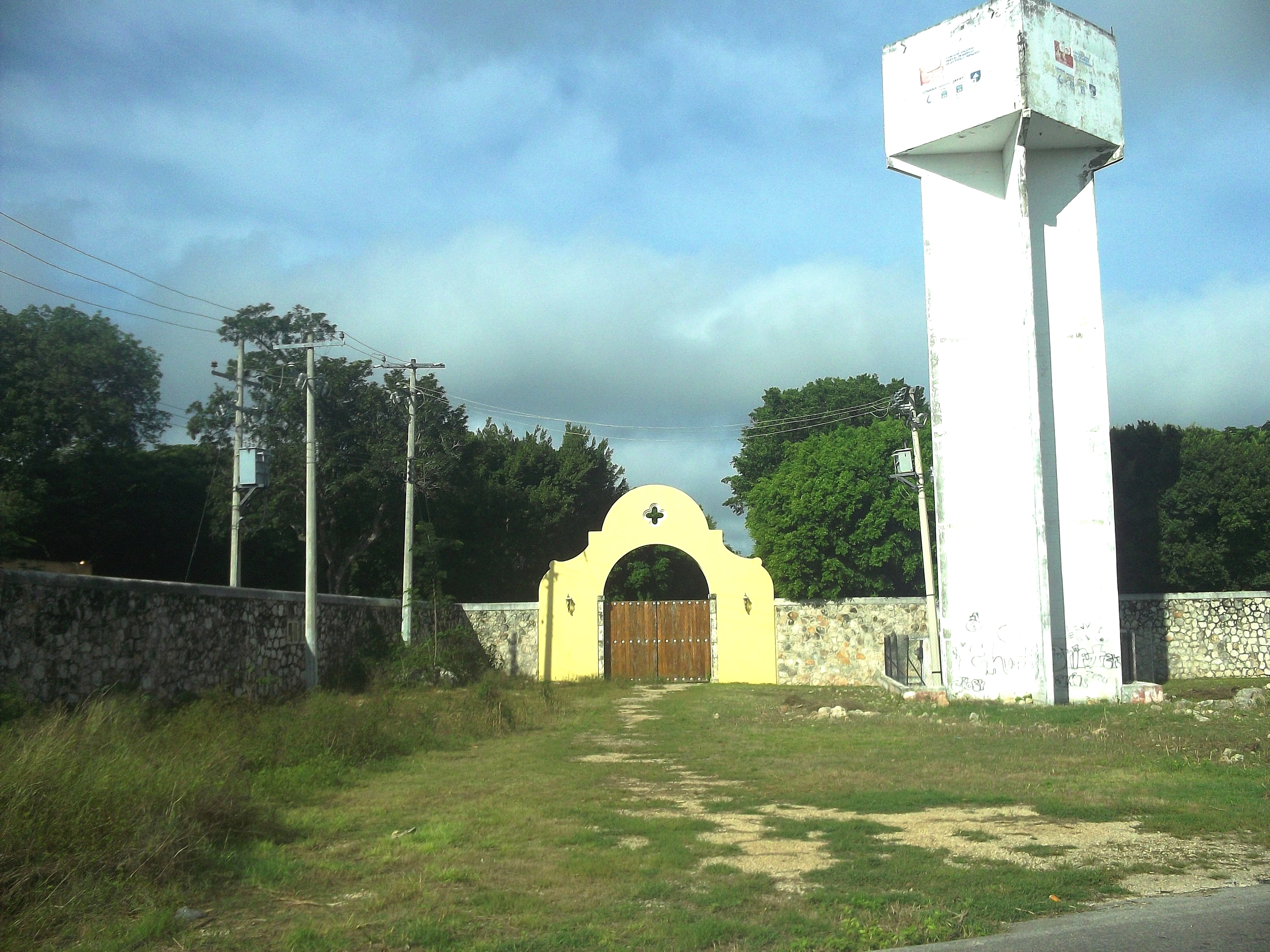
Hacienda.
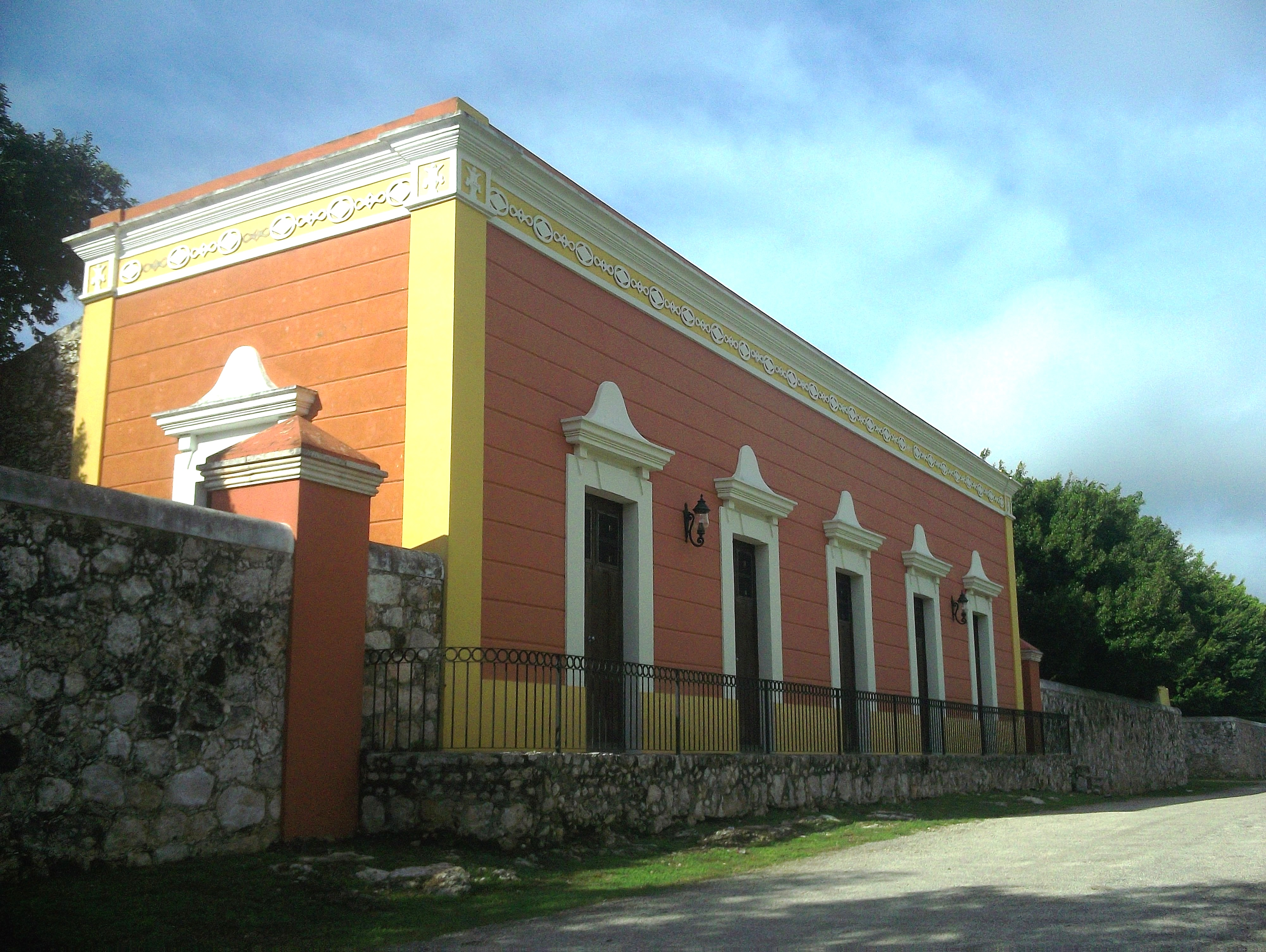
Hacienda.
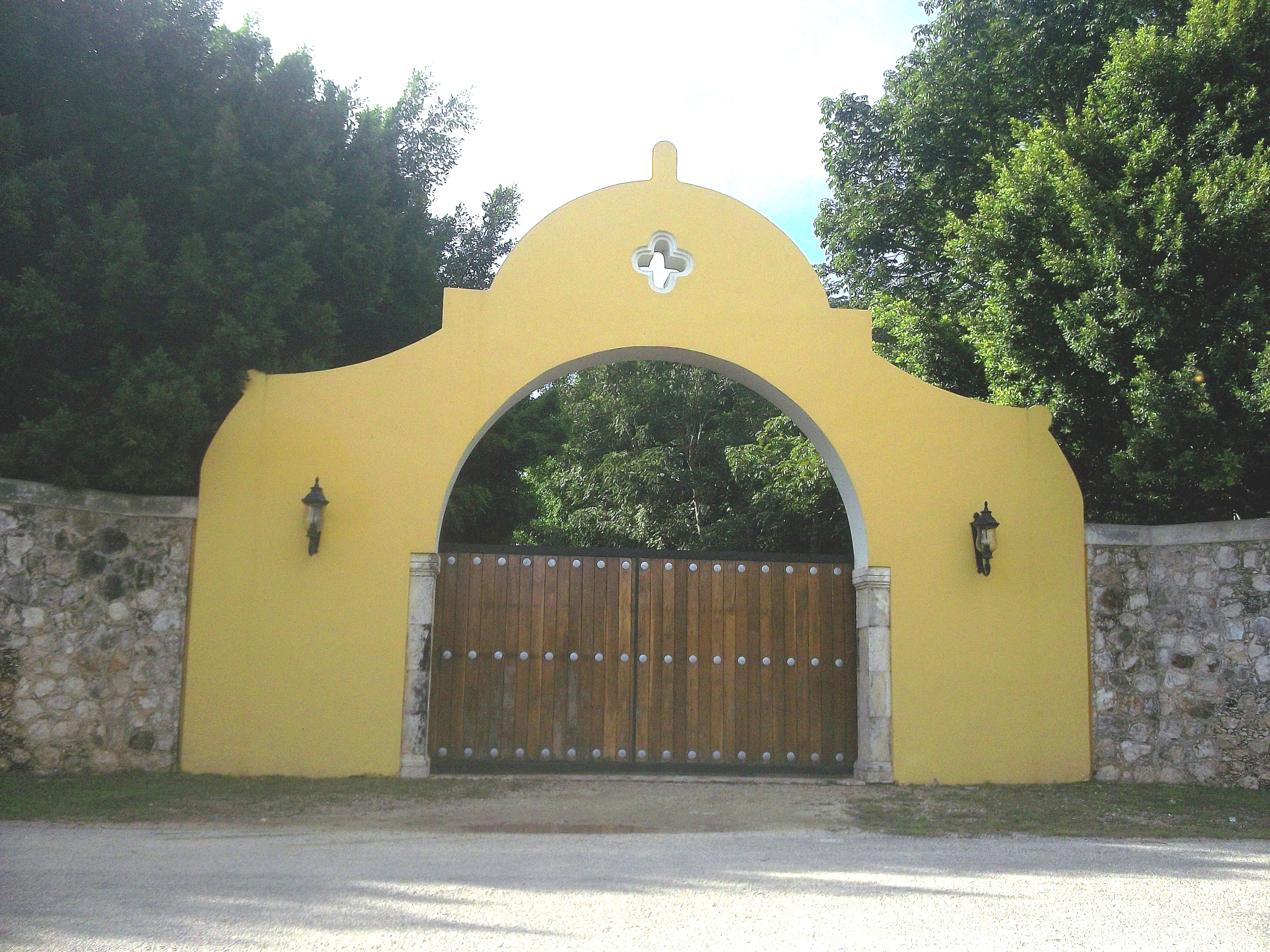
Hacienda.